# Крај (Пашман)
Крај је насељено место у саставу општине Пашман, у Задарској жупанији, Република Хрватска.

## Географија
Насеље се налази на острву Пашману.

## Историја
До територијалне реорганизације у Хрватској налазио се у саставу старе општине Биоград на Мору.

## Становништво
На попису становништва 2011. године, Крај је имао 281 становника.

## Попис1991.
На попису становништва 1991. године, насељено место Крај је имало 290 становника, следећег националног састава:
| Попис 1991.‍ | Попис 1991.‍ | Попис 1991.‍ | Попис 1991.‍ | Попис 1991.‍ |
| ----------- | ----------- | ----------- | ----------- | ----------- |
|             |             |             |             |             |
| Хрвати      | Хрвати      |             | 282         | 97,24%      |
| Југословени | Југословени |             | 2           | 0,68%       |
| Италијани   | Италијани   |             | 1           | 0,34%       |
| Срби        | Срби        |             | 1           | 0,34%       |
| остали      | остали      |             | 1           | 0,34%       |
| непознато   | непознато   |             | 3           | 1,03%       |
| укупно: 290 |             |             |             |             |